# Morti nel 1297
| Questa pagina contiene informazioni ricavate automaticamente dalle voci biografiche con l'ausilio del template Bio e di un bot. L'aggiornamento è periodico e automatico e ricostruisce completamente la pagina. Se manca una persona in questa lista, sei pregato di non aggiungerla, ma accertati piuttosto che la sua voce biografica contenga il template Bio e che i dati anagrafici siano correttamente compilati. Se il template Bio manca, inseriscilo tu stesso o, in alternativa, metti l'avviso {{tmp\|Bio}} che ne segnala la mancanza. Se i dati riportati sono sbagliati, correggi direttamente la voce biografica; le modifiche saranno visibili in questa lista entro pochi giorni. Per chiarimenti vedi il progetto biografie. La lista contiene solo le 21 persone che sono citate nell'enciclopedia e per le quali è stato implementato correttamente il template Bio. Pagina aggiornata al 10 ago 2025. |

- 23 gennaio - Florent de Hainaut, nobile
- 22 febbraio - Margherita da Cortona, religiosa italiana (n. 1247)
- 7 maggio - Simon d'Armentières, cardinale francese
- 21 maggio - Guta d'Asburgo, regina (n. 1271)
- 27 giugno - Bérard de Got, arcivescovo cattolico e cardinale francese
- 19 luglio - William de Vesci, nobile inglese (n. 1245)
- 13 agosto - Gertrude di Altenberg, badessa tedesca (n. 1227)
- 16 agosto - Giovanni II di Trebisonda, imperatore bizantino
- 18 agosto - Simone di Beaulieu, arcivescovo cattolico e cardinale francese
- 19 agosto - Ludovico di Tolosa, vescovo e francescano francese (n. 1274)
- 20 agosto - William Fraser, vescovo cattolico scozzese
- 20 agosto - Valeramo di Jülich, conte
- 14 settembre - Luigi di Brienne, conte francese
- 12 ottobre - Eleonora d'Inghilterra, sovrana inglese (n. 1264)
- Giovanni XI di Costantinopoli, arcivescovo ortodosso e teologo bizantino
- Filippo Benaglio, condottiero italiano
- Mariano II d'Arborea, sovrano
- Pietra Osio, religiosa italiana
- Soffredi del Grazia, scrittore italiano
- Stefanardo da Vimercate, religioso e scrittore italiano (n. 1230)
- Andrew de Moray, condottiero e patriota scozzese